# Rappbodevorsperre

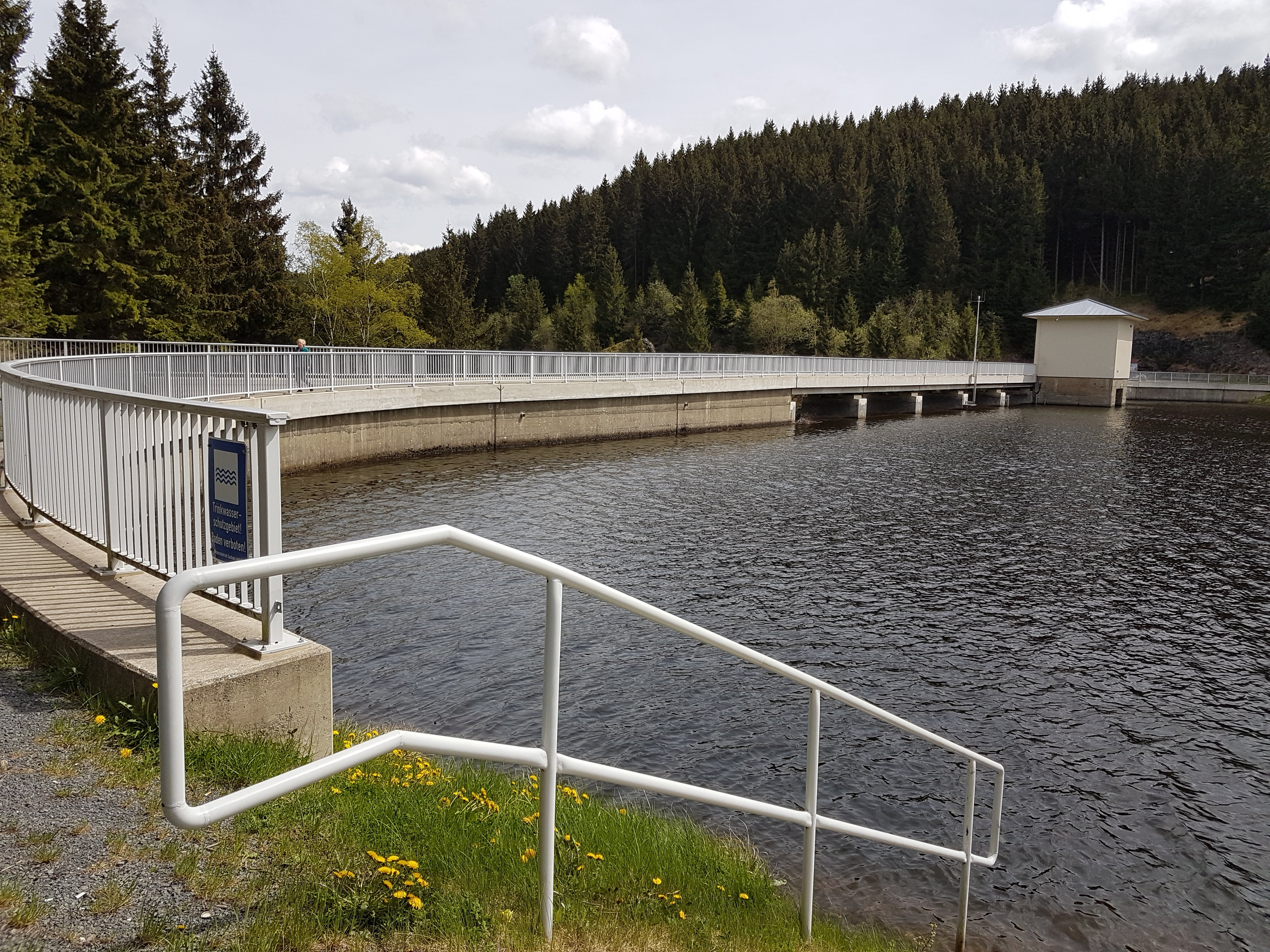
21.1-Staumauer, Wasserseite, 27-04-2018

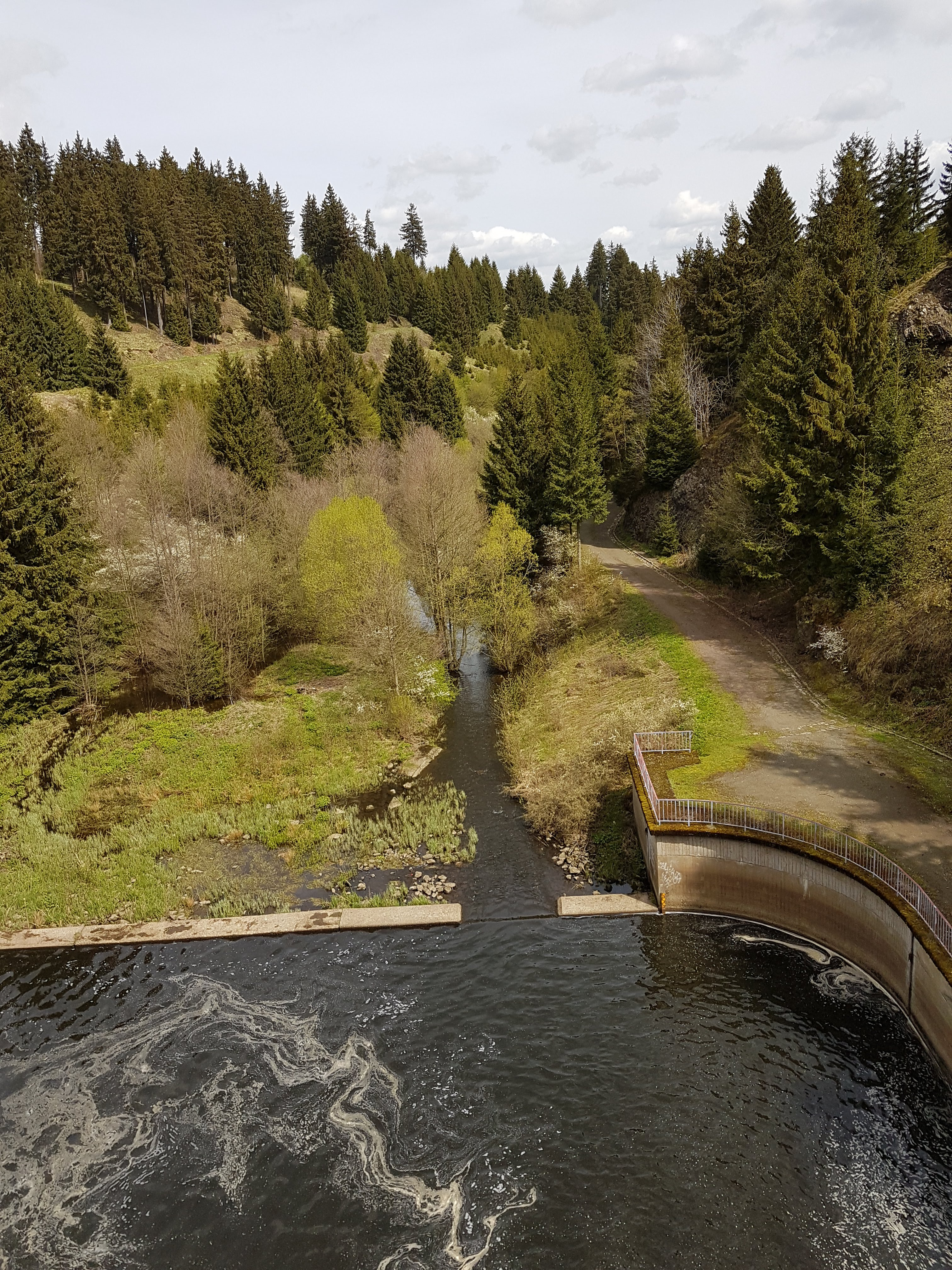
19.1-Auslauf, Luftseite, 27-04-2018

Die Rappbodevorsperre ist eine der beiden Vorsperren der Rappbode-Talsperre. Diese ist das Kernstück des Rappbode-Talsperrensystems im Ostharz, das vom Talsperrenbetrieb des Landes Sachsen-Anhalt betrieben wird und zu dem noch die Hasselvorsperre und die Talsperren Königshütte, Mandelholz und Wendefurth gehören. 
Die Rappbodevorsperre bei Trautenstein wird mit der Hauptsperre zusammen zur Trinkwasserversorgung und zum Hochwasserschutz genutzt. In der Vorsperre wird die Rappbode gestaut. Sie hat eine 25 m hohe Gewichtsstaumauer als Absperrbauwerk.
Die Umgebung der Rappbodevorsperre eignet sich zum Wandern. Das Ostufer wird durch zahlreiche Felsklippen verziert. Auf dem wichtigsten Uferfelsen, wo die Talsperre heute und die Rappbode früher einen kleinen Knick macht, befand sich einst die Trageburg, die ähnlich wie die nicht weit entfernte Susenburg zur Bewachung eines alten Fernhandelsweges diente. 

## Bildergalerie

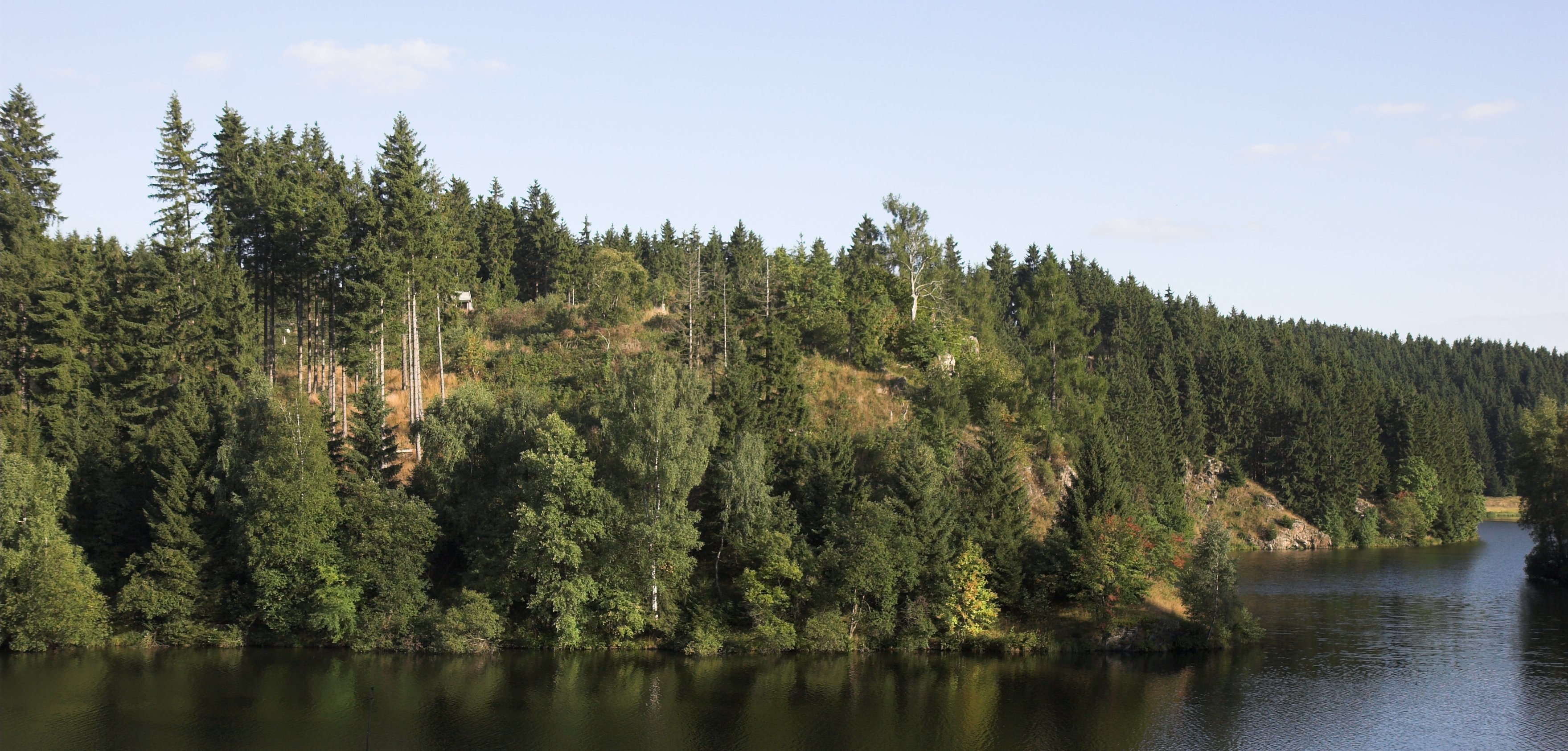
Südteil der Talsperre mit dem Trageburg-Felsen auf der linken Seite
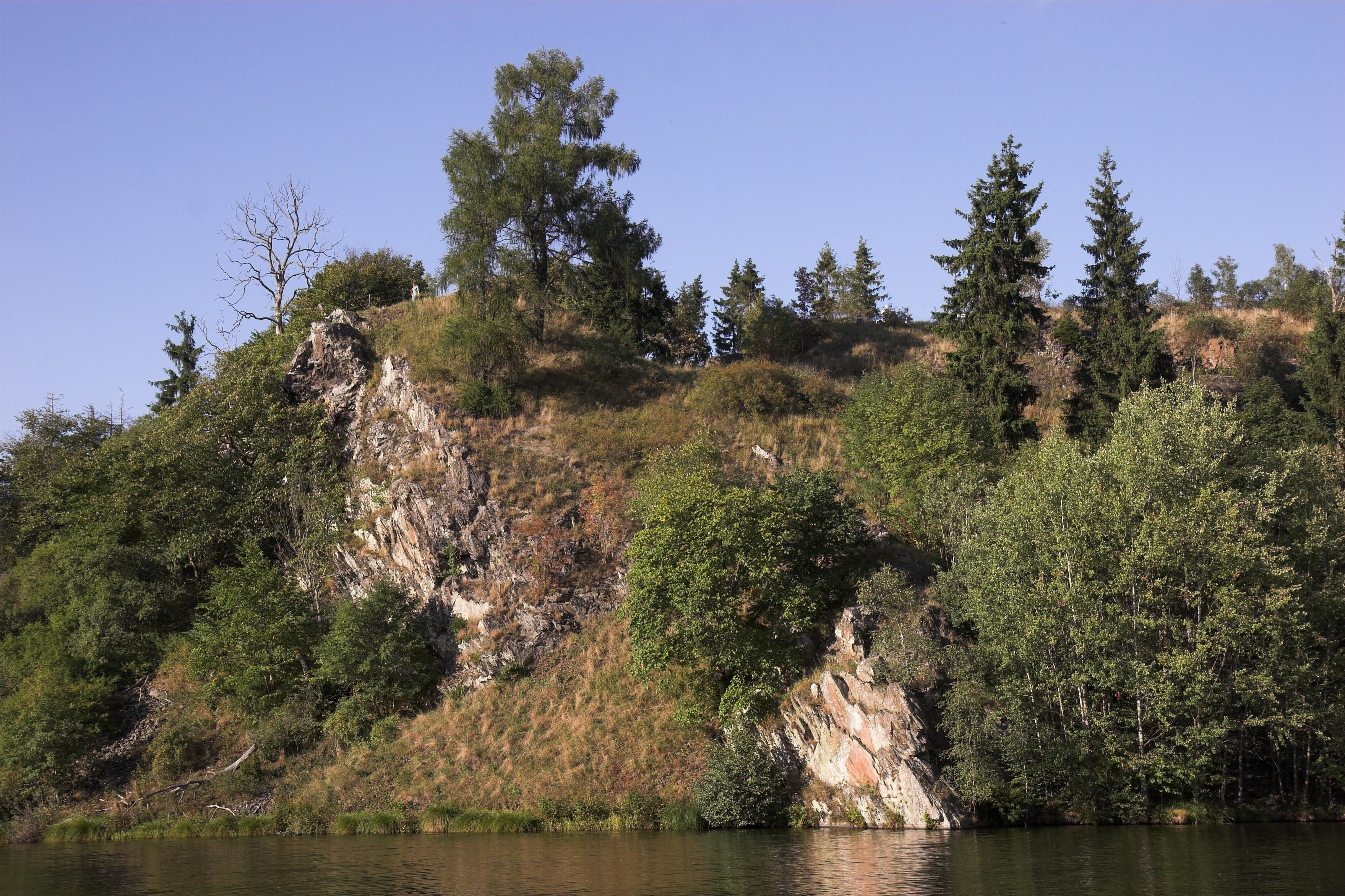
Das Ostufer wird durch Felsen verziert
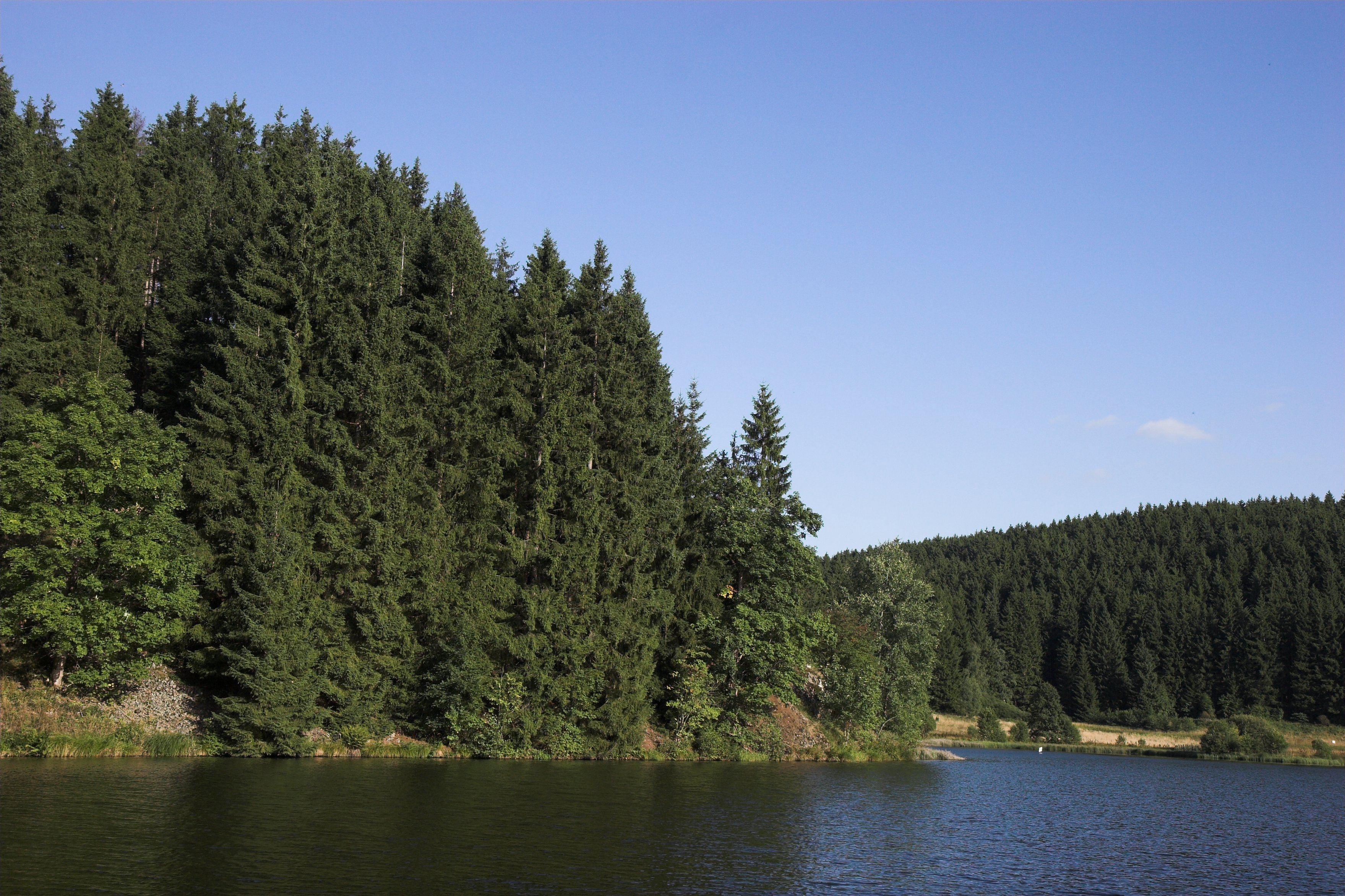
Das südliche Ende bei Trautenstein